# Bachtrack
Bachtrack je internetový hudební časopis založený roku 2008  v Londýně, který publikuje recenze ze světa klasické hudby, opery, baletu a tance, rovněž tak i tematické články a rozhovory z daných uměleckých oborů. 

## Historie
Společnost Bachtrack Ltd. byla zaregistrována 3. prosince 2007 Davidem Karlinem a Alison Karlinovou. Webová stránka bachtrack.com vznikla během následujícího měsíce v lednu 2008.
Bachtrack se v počátku zaměřoval pouze na kulturní život ve Spojeném království. V roce 2009 oblast svého zájmu rozšířil na Spojené státy a kontinentální Evropu. Vyhledávač návštěvníkům umožňoval hledat události podle data, země, města, festivalu, události, díla, skladatele či hudebníka. Do roku 2010 portál nashromáždil přibližně 7 tisíc událostí popisovaných v místních londýnských i celostátních britských médiích. První mobilní aplikace byla vyvinuta v závěru roku 2009.
Během července 2010 obsadil Bachtrack páté místo Top 10 žebříčku Web Winners sestavovaného časopisem Classical Music.
Ve druhé polovině roku 2010 portál zahájil vydávání recenzí klasické hudby, které doplňovaly jeho databáze seznamu příspěvků. V roce 2013 pak provedl úpravu stránek s možnosti příspěvků ve francouzštině a němčině. Španělská hesla se objevila o rok později; hlavním jazykem přesto zůstala angličtina. 

## Databáze seznamu událostí
Bachtrack zřídil databázi plánovaných kulturních událostí z celého světa, v nichž jsou nejpočetněji zastoupeny britské akce. Obsah je zdrojován poznámkami ověřených uživatelů, kteří jsou organizátory jednotlivých představení.

## Výroční statistiky klasické hudby
Každý leden Bachtrack zveřejňuje statistické informace k událostem, které byly přidány do databáze v předchozím roce. Takto sestavené žebříčky jsou přebírány médii z celého světa, včetně publikování americkými periodiky New York Times, Wall Street Journal, britským Guardianem, francouzským France Musique, španělskou rozhlasovou stanicí Clásica FM Radio, nebo ruským deníkem Izvestija.

## Recenze
Bachtrack uvádí recenze koncertů, operních, baletních a tanečních představení z řady států. K prosinci 2016 jejich počet, podle internetového časopisu, činil 10 tisíc. Recenzní příspěvky jsou přebírány do dalších umělecky orientovaných publikací a webovými stránkami umělců.

## Články
Vyjma recenzí se Bachtrack věnuje tematicky zaměřeným článkům, do nichž patří přehledy programů festivalů, koncertních a operních sezón, rovněž jako rozhovory vedené s umělci a dalšími významnými osobnostmi. Řada rozhovorů vzbudila zájem v plošně orientovaných médiích, včetně vyjádření americké sopranistky Lisette Oropesové, že se musí spadnout, aby mohla být obsazena do jí vytoužených rolí a komentáře australského tenoristy Stuarta Skeltona na adresu Anglické národní opery.